# ルーラッハ (スコットランド王)
ルーラッハ（Lulach, 1032年 - 1058年3月17日）は、スコットランド王（在位：1057年終わり - 1058年3月17日）。マリ領主ギラコムガンとケネス3世の孫娘グロッホ（彼女は後にスコットランド王マクベスの后となる）との間に生まれた。

## 生涯
実父ギラコムガンはマリ領主フィンレック（マクベスの父）を殺害し、マリ領主の地位を奪った。ルーラッハが生まれてまもなく、実父ギラコムガンはマルカム・カンモーに殺害され、母グロッホはフィンレックの子マクベスと再婚した。1057年8月15日に、アバディーンシャイアのランファンナンで継父マクベスがマルカム・カンモーに討ち取られた後、ケネス3世の曾孫であることにより王座につけられた。
しかし、1058年3月17日にアバディーンシャイアのストラスボギーでマルカム・カンモーに殺害された。王座にあったのは、わずか数ヶ月であった。